# Georg Phillips (Rechtshistoriker)

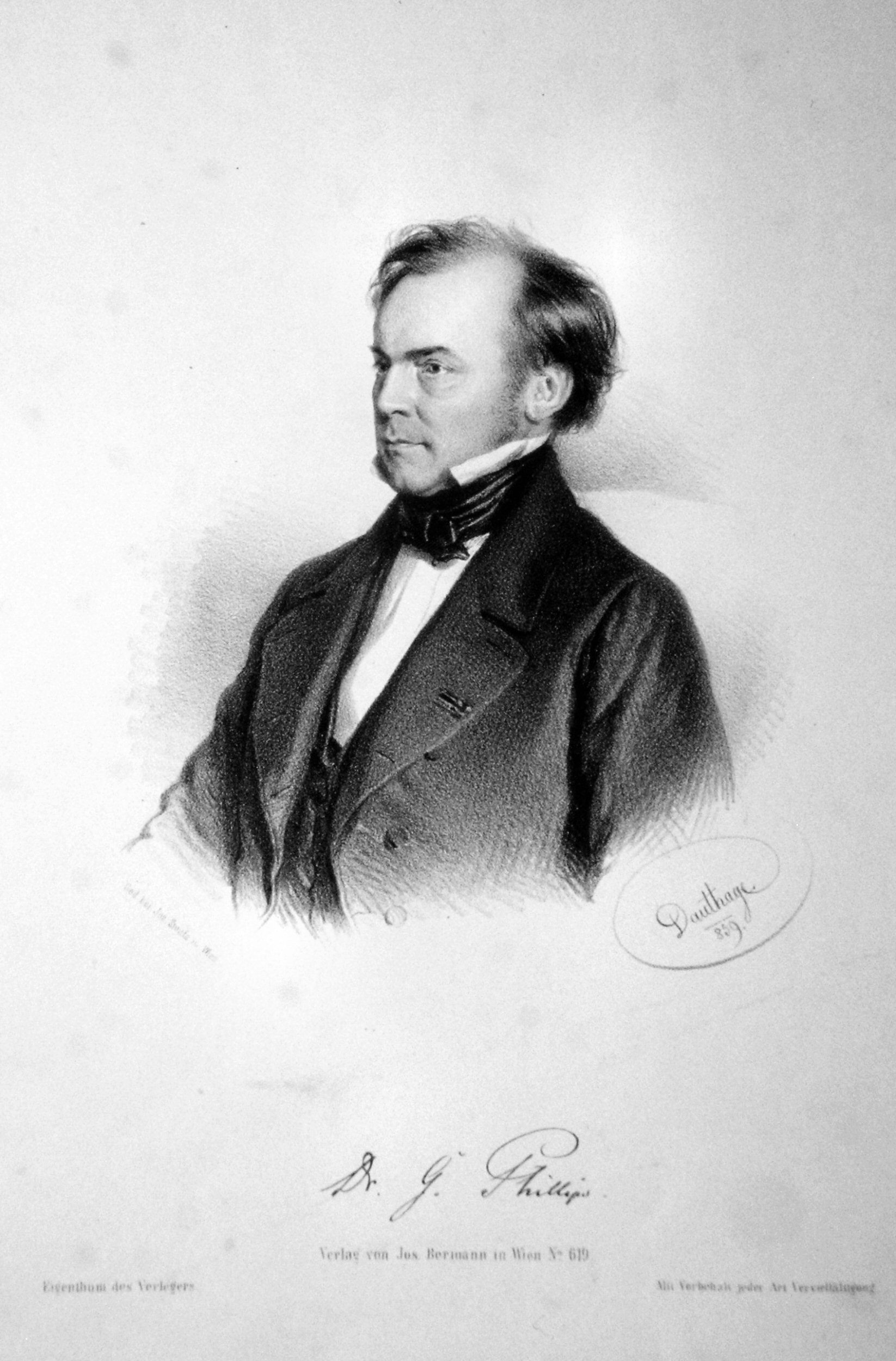
Georg Phillips, Lithographie von Adolf Dauthage, 1859

Georg Phillips (* 6. Januar 1804 in Königsberg; † 6. September 1872 in Aigen (Salzburg); auch George Phillips) war ein Rechtshistoriker und Kirchenrechtler.

## Leben
Georg Phillips wurde als Sohn des englischen Kaufmannes James Phillips und seiner Ehefrau Eleonore geboren. 1822 begann er das Studium der Rechtswissenschaften in Berlin, das er an der Universität Göttingen fortführte, wo er auch promovierte. Nachdem er sich zu Studienzwecken in Großbritannien aufgehalten hatte, habilitierte sich Phillips zum deutschen Recht in Berlin. 1827 wurde er zum außerordentlichen Professor in Berlin ernannt. 1828 trat er gemeinsam mit seiner Ehefrau Charlotte (geb. Housselle; † 1865) zum katholischen Glauben über. In Berlin begegnete er Wilhelm Volk.
1833 wechselte er als Ministerialrat nach München. Dort nahm er im folgenden Jahr eine Professur für Geschichte an und wurde wenig später ordentlicher Professor der Rechte. Er gehörte 1838 zu den Mitgründern und -eigentümern der Historisch-politischen Blätter für das katholische Deutschland. Im Zusammenhang mit der Affäre um Lola Montez wurde er allerdings aus der Stellung als Professor enthoben. Vom 18. Mai 1848 bis zum 7. Mai 1849 war er fraktionsloser, dem katholischen Club zugehörender Abgeordneter in der Frankfurter Nationalversammlung für den 8. niederbayerischen Wahlkreis in Deggendorf. Seit Dezember 1842 war er assoziiertes Mitglied der Königlichen Akademie der Wissenschaften und Schönen Künste von Belgien. 1849 wurde er auswärtiges Mitglied der Bayerischen Akademie der Wissenschaften. 1850 erfolgte ein Ruf an die Universität Innsbruck. Phillips wechselte aber bereits 1851 auf einen Lehrstuhl der juristischen Fakultät der Universität Wien.
Nach dem Tod seiner Frau heiratete er 1868 in Wien seine Wirtschafterin Veronica Dirr. Auch diese Ehe blieb kinderlos.

## Familie
Georg Phillips’ jüngerer Bruder war der preußische Politiker Adolph Phillips der Ältere.

## Ehrungen
Im Jahr 1894 wurde in Wien-Penzing (14. Bezirk) die Phillipsgasse nach ihm benannt.